# Biersdorf am See
Biersdorf am See – miejscowość i gmina położona w Niemczech, w kraju związkowym Nadrenia-Palatynat, w powiecie Eifel Bitburg-Prüm, wchodzi w skład gminy związkowej Bitburger Land. Do 30 czerwca 2014 wchodziła w skład gminy związkowej Bitburg-Land. Liczy 548 mieszkańców (2009).

## Geografia
Gmina leży na terenie Niemiecko-Luksemburskiego Parku Natury, na północny zachód od miasta powiatowego Bitburga, nad zbiornikiem retencyjnym Bitburg. Wysokość terenu waha się od 280 do 340 m n.p.m. Gmina liczy 3,22 km², z czego 63,5% użytkowane jest w rolnictwie, a 13,9% jest zalesionych.

## Atrakcje turystyczne
- zbiornik retencyjny Bitburg
- kościół parafialny pw. św. Marcina (St. Martin), wybudowany w latach 1906–1907
- pomnik przyrody Rotlay, ściana z czerwonego piaskowca
- pomnik przyrody Ulmen